# 托宾·希思
托賓·鮑爾·希思（英語：Tobin Powell Heath，1988年5月29日—）是前美国職業女子足球运动员，曾代表美国国家队参加2008年、2012年、2016年和2020年夏季奥林匹克运动会足球比赛，获得二枚金牌和一枚铜牌。

## 外部連結
- 托宾·希思 – FIFA國際賽競賽紀錄 (存檔)
- The RE-CAP Show podcast （页面存档备份，存于）
- .   [2016-08-17]. （原始内容存档于2016-08-24）.
- 托宾·希思在國家女子足球聯賽
- Portland Thorns player profile （页面存档备份，存于）
- Team USA player profile
- 2011 FIFA Women's World Cup player profile
- .   [2008-08-06]. （原始内容存档于2007-01-28）.
- 托宾·希思的Instagram帳戶
- 托宾·希思的X（前Twitter）
- RE—INC Official Website （页面存档备份，存于）
- RE—INC Membership （页面存档备份，存于）